# Ryta (potok)
Ryta – potok będący dopływem Pracicy (Wieprzówki).
Zlewnia potoku obejmuje stoki między północno-zachodnimi grzbietami szczytów Potrójna i Na Beskidzie w Beskidzie Małym, a dokładniej w jego części zwanej Beskidem Andrychowskim. Prawe zbocza doliny Ryty tworzy północno-zachodni grzbiet Potrójnej ze szczytem Klimaska, lewe północno-zachodni grzbiet Na Beskidzie ze szczytem Turoń. Potok wypływa w podmokłym terenie na wysokości około 800 m, uchodzi do Pracicy na wysokości 436 m. Większa część jego zlewni to obszary porośnięte lasem, tylko dolna część płynie przez zabudowane obszary wsi Rzyki w województwie małopolskim, w powiecie wadowickim, w gminie Andrychów. Cała zlewnia potoku znajduje się w granicach tej wsi.